# Pressão seletiva
Pressão seletiva é qualquer conjunto de condições ambientais que origina o favorecimento de determinados genes em relação a outros em determinada população. Estes genes seleccionados não trariam necessariamente vantagens aos indivíduos em outras condições ambientais, pelo que a continuidade do ambiente irá originar selecção direccional aumentando a frequência dos genes favorecido.